# John Betjeman
John Betjeman (28. srpna 1906, Londýn – 19. května 1984, Trebetherick) byl anglický básník. Od roku 1972 až do své smrti v roce 1984 byl britský poeta laureatus. Byl zakládajícím členem The Victorian Society a vášnivým obráncem viktoriánské architektury. Pomohl zachránit před demolicí například železniční stanici St Pancras.

## Život
Jeho rodina byla nizozemského původu. Otec vlastnil malou firmu na výrobu ozdobného nábytku. Na střední škole byl jeho učitelem Thomas Stearns Eliot. Během studia ho setkání s díly Arthura Machena přivedlo k anglikánství a vstupu do High Church.
Začal studovat na Oxfordu anglický jazyk a literaturu, ale nebyl dobrým studentem. Jeho učitel C. S. Lewis ho považoval za „zahálčivého ješitníka“ a Betjeman na oplátku považoval Lewise za nepřátelského, náročného a neinspirativního učitele. Školu nakonec nedokončil, přičemž šířil teorii, že nebyl schopen vykonat zkoušku z Písma svatého. Ale nebyla to pravda, jeho studijní výsledky byly celkově špatné. Betjemanův akademický neúspěch v Oxfordu ho poznamenal na zbytek života a nikdy se nesmířil s C. S. Lewisem, ke kterému choval natrvalo hořký odpor.
Po odchodu z Oxfordu krátce pracoval jako soukromý tajemník, učitel a filmový kritik pro Evening Standard. V letech 1930 až 1935 byl zaměstnán v Architectural Review jako asistent redaktora. V této době se také připojil k MARS Group, organizaci mladých modernistických architektů a kritiků architektury.
V roce 1939 nebyl přijat ke službě ve vojsku, ale našel válečnou práci ve filmové divizi ministerstva informací. V roce 1941 se stal britským tiskovým atašé v neutrálním Irsku. Oblíbená legenda říká, že ho IRA chtěla zavraždit, ale příkaz byl zrušen poté, co se s ním jistý člen IRA setkal a byl ohromen jeho prací. Jeho oficiálním úkolem bylo navázat přátelské kontakty s předními osobnostmi dublinské literární scény. Spřátelil se zejména s Patrickem Kavanaghem, který byl tehdy na samém začátku své kariéry. Kavanagh zmiňuje Betjemana v několika básních.
Po válce se stal jedním z nejpopulárnějších britských básníků. Jeho Sebraných básní se v roce 1958 prodalo přes 100 tisíc výtisků. V roce 1960 byl jmenován komandérem Řádu britského impéria. V roce 1969 byl jmenován rytířem (Knight Bachelor).
Byl patrně bisexuál, obvykle se prý zamilovával do školáků, aniž by s nimi navazoval vztahy.